# Europejskie Stowarzyszenie Sieci Neuronowych
Europejskie Stowarzyszenie Sieci Neuronowych (ang. European Neural Network Society) (ENNS) – stowarzyszenie naukowców, inżynierów, studentów i innych osób pragnących poznać i pogłębić wiedzę na temat sztucznych sieci neuronowych. Specyficzne obszary zainteresowania w tej dziedzinie nauki obejmują modelowanie procesów behawioralnych i mózgowych, rozwój algorytmów neuronowych i zastosowanie koncepcji modelowania neuronowego do problemów istotnych w wielu różnych dziedzinach.
W latach od 2006 do 2011 (dwie kadencje) prezydentem ENNS był Włodzisław Duch, późniejszy Członek Honorowy. W kadencji 2023 do 2025 prezydentem ENNS jest Stefan Wermter z Hamburga.
Od 1991 roku ENNS co roku organizuje Międzynarodową Konferencję na temat Sztucznych Sieci Neuronowych (ICANN). Jest to jedna z najstarszych i najlepiej ugruntowanych konferencji na ten temat, z materiałami opublikowanymi w Springer Nature.
Jako organizacja non-profit, ENNS promuje działalność naukową na poziomie europejskim i krajowym we współpracy z krajowymi organizacjami, które koncentrują się na sieciach neuronowych. ENNS każdego roku przyznaje stypendia na udział w konferencji ICANN oraz nagrody i wyróżnienia podczas współsponsorowanych wydarzeń (szkół, warsztatów, konferencji i konkursów).